# Cmentarz prawosławny w Nosowie
Cmentarz prawosławny w Nosowie – prawosławny cmentarz w Nosowie, położony w sąsiedztwie parafialnej cerkwi.

## Historia
Cmentarz został założony najpóźniej w II połowie XIX w., początkowo jako unicki. Nekropolią prawosławną stał się w 1875 r., w momencie likwidacji unickiej diecezji chełmskiej. Na jego terenie zachowało się kilka nagrobków powstałych w II połowie XIX stulecia oraz na początku wieku XX. Jednym z nich jest ceglany i otynkowany pomnik zwieńczony żelaznym krzyżem umieszczonym na półksiężycu, z czterema tablicami na cokole, zamkniętymi łukami w formie oślego grzbietu. Napis na pomniku jest nieczytelny, być może widnieje na nim data 1869. Z 1885 pochodzi natomiast nagrobek małoletniej Kławdiji Perfeckiej, córki miejscowego proboszcza, Julijana Perfeckiego, w kształcie krzyża oplecionego winoroślą. Cmentarz został poświęcony w 1881, razem z odremontowaną cerkwią parafialną, przez archimandrytę Narcyza, przełożonego monasteru św. Onufrego w Jabłecznej. W obrębie cmentarza znajduje się również pomnik wywiezionych w Akcji „Wisła”, wzniesiony w 1997. Nekropolię częściowo otacza zabytkowy mur z kamieni polnych, w 1990 częściowo zastąpiony nowym ogrodzeniem.

## Galeria

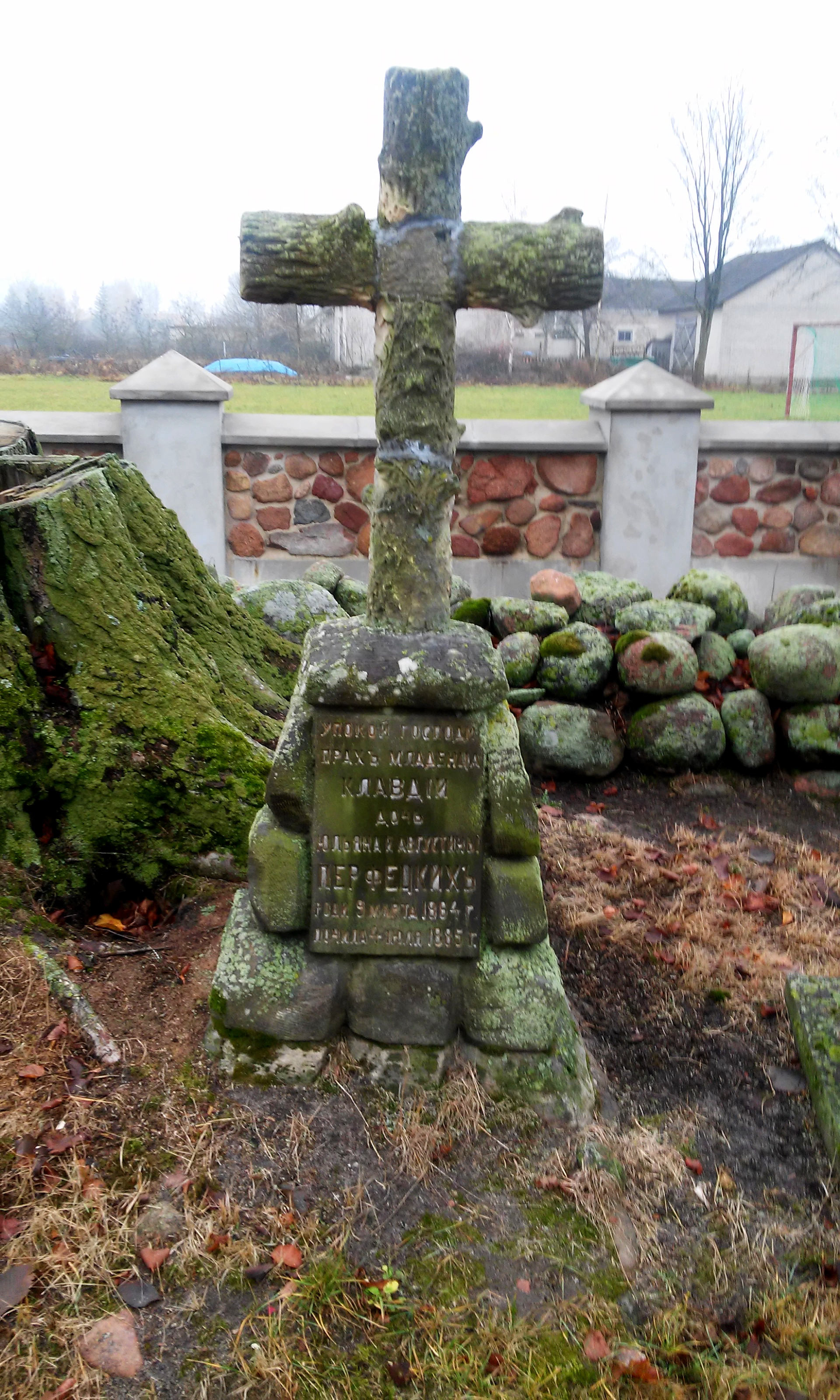
Jeden z najstarszych nagrobków na cmentarzu – grób Kławdiji Perfeckiej
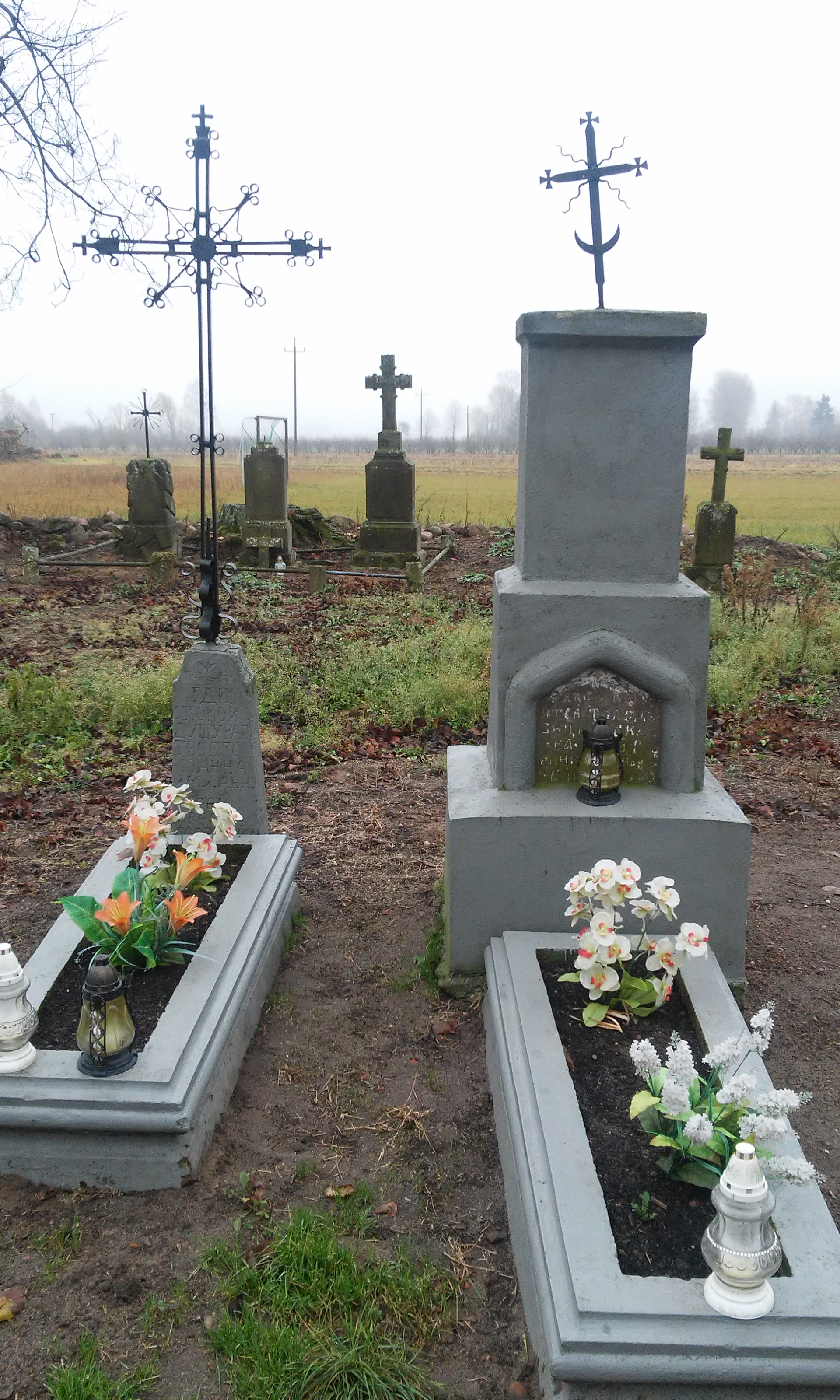
Nagrobek pochodzący przypuszczalnie z 1869 (po prawej)
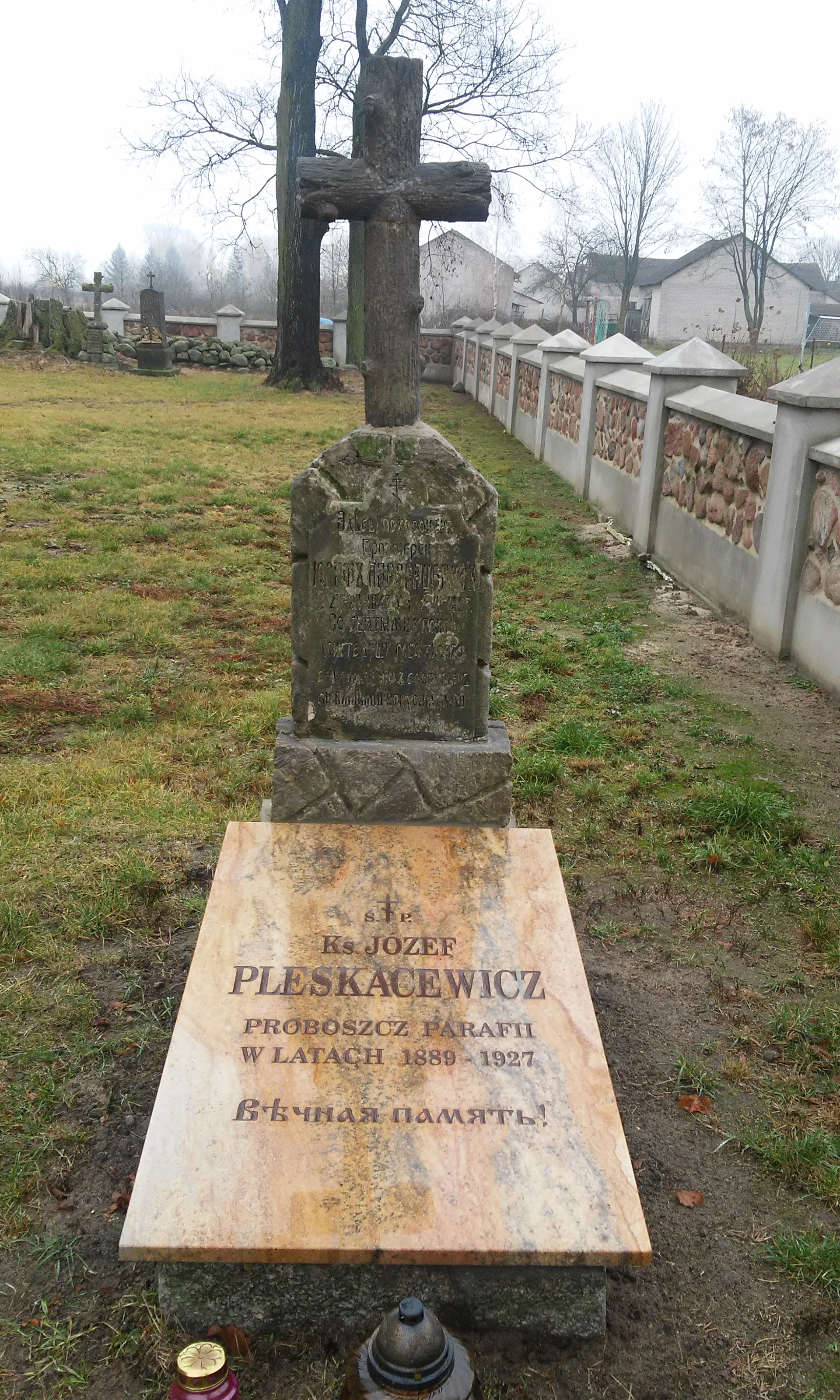
Nagrobek Josifa (Józefa) Pleskacewicza – proboszcza parafii w Nosowie w latach 1889–1927
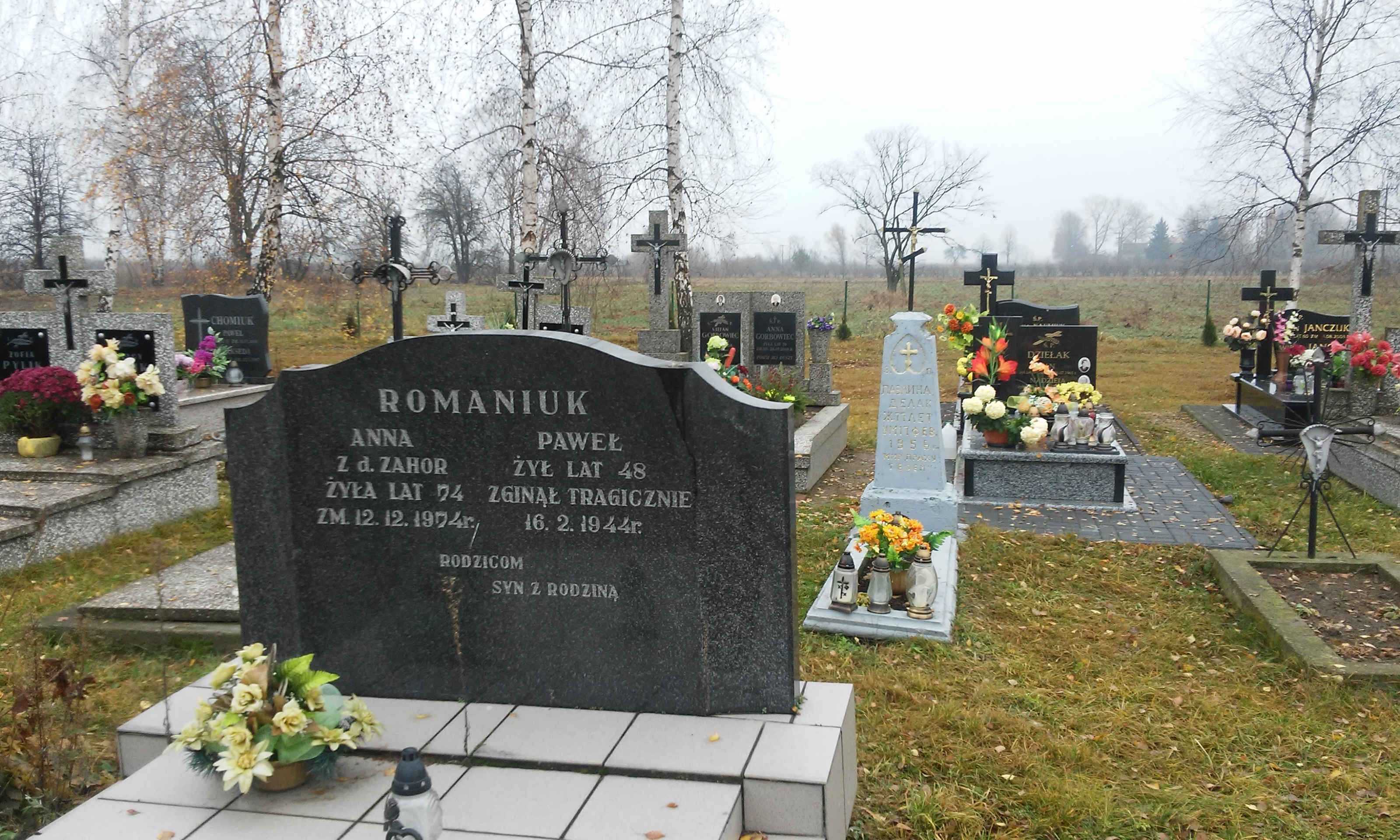
Widok nowej części cmentarza (północne kwatery)
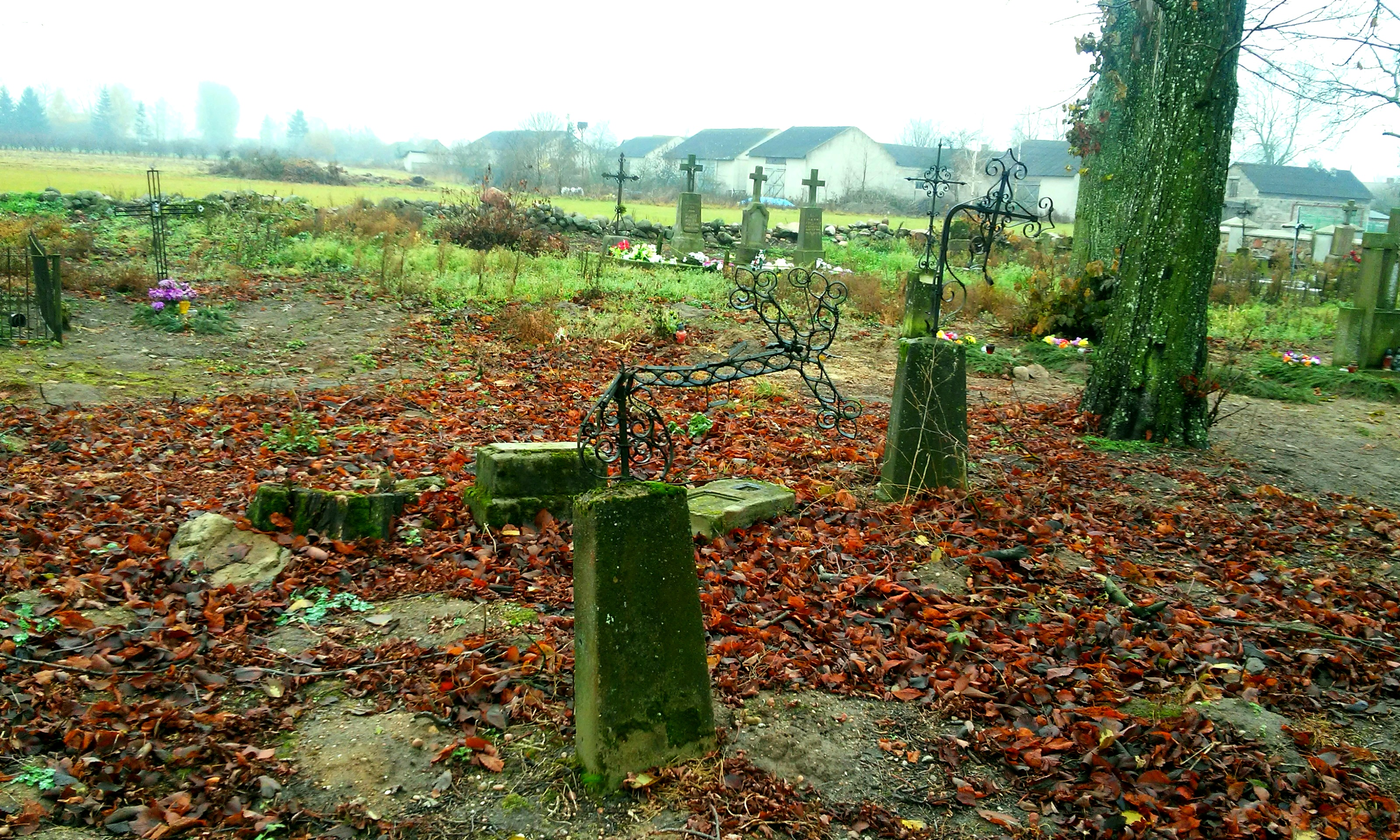
Żeliwne krzyże na nagrobkach z I połowy XX wieku